# 2x4
2x4 (live) – album koncertowy zespołu Einstürzende Neubauten.

## Utwory
1. Fleisch 'Blut-Haut' Knochen	- 3:51
2. Sehnsucht (Nie mehr) 	- 2:26
3. Womb 	*- 5:15
4. Krach der Schlagenden Herzen 	- 7:49
5. Armenisch Bitter 	- 8:53
6. Zum Tier machen 	- 1:57
7. Sehnsucht (Still stehend) 	- 2:59
8. Durstige Tiere 	- 4:51

## Skład
- Blixa Bargeld
- N.U. Unruh
- F.M. Einheit
- Alexander Hacke
- Marc Chung